# 古惑狼赛车
《古惑狼赛车》是一款由顽皮狗公司制作、索尼電腦娛樂发行的竞速类游戏。游戏最初于1999年9月30日在北美地区PlayStation上发行。《古惑狼赛车》是古惑狼系列第四作，亦是最後一款由頑皮狗開發的古惑狼系列作品。玩家可以控制古惑狼系列中的人物。游戏中的角色主要驾驶卡丁车。

## 評價
游戏收到众多好评。官方PlayStation杂志评论到“《古惑狼赛车》将卡丁车游戏变得很酷”。

## 重製版
動視在2018年遊戲大獎典禮上宣布本作的重製版，《古惑狼賽車：氮氣爆衝》（Crash Team Racing: Nitro-Fueled）將於2019年6月21日在PlayStation 4、任天堂Switch、Xbox One平台發售。該重製版不僅模組翻新、保留原作內容，更添加新車輛與場地，還支援多人連線遊玩。

## 外部連結
- 古惑狼賽車影片 （页面存档备份，存于）
- 古惑狼賽車線上遊戲 （页面存档备份，存于）